# Зимске параолимпијске игре 1988.
Зимске параолимпијске игре 1988 биле су четврте зимске параолимпијске игре, поново одржане у Инзбруку, Аустрија. Ово су биле последње Параолимпијске игре које су одржане на локацији одвојеној од Олимпијских игара . Почев од 1992. Олимпијске и Параолимпијске игре су се одржавале у истом граду или у суседном граду. Ове Параолимпијске игре нису одржане на истом олимпијском месту у Калгарију, Канада, због финансијских потешкоћа и потешкоћа са запошљавањем. Учествовало је укупно 377 спортиста из 22 земље. СССР се такмичио први и једини пут. 

## Спортови
Седеће скијање је уведено као још један догађај у алпском и нордијском скијању . Остали спортови су били биатлон и брзе трке са санкама.
- Алпско скијање
- Трке са санкама на леду
- Нордијско скијање
  -  Биатлон
  - Скијашко трчање